# جایزه موآ
جایزه موآ (سوئدی: Moa-priset) یک جایزه ادبی است که سالانه به‌طور مشترک توسط انجمن آموزش کارگران ABF و انجمن مؤسسه مارتینسون به نویسندگان برگزیده اهدا می‌شود. این جایزه ادبی از سال ۱۹۸۹ آغاز شد.

## دریافت کنندگان جایزه موآ
- ۱۹۸۹ – Mary Andersson
- ۱۹۹۰ – Aino Trosell
- ۱۹۹۱ – ابا ویت براتستروم[۳]
- ۱۹۹۲ – Kerstin Engman
- ۱۹۹۳ – ششتین اکمن[۴][۵]
- ۱۹۹۴ – ششتین توروال[۶]
- ۱۹۹۵ – مایگول اکسلسون[۷]
- ۱۹۹۶ – Sara Lidman
- ۱۹۹۷ – کریستینا لوون[۸][۹]
- ۱۹۹۸ – Kjell Johansson
- ۱۹۹۹ – Elsie Johansson
- ۲۰۰۰ – Eva Adolfsson
- ۲۰۰۱ – Frida Andersson, Annika Malmborg, Martin Gerber
- ۲۰۰۲ – Rut Berggren
- ۲۰۰۳ – Anita König
- ۲۰۰۴ – Gerda Antti
- ۲۰۰۵ – Ulrika Knutson
- ۲۰۰۶ – Birgitta Holm
- ۲۰۰۷ – Suzanne Osten, Margareta Garpe, Gunnar Edander
- ۲۰۰۸ – گونیلا نیروس
- ۲۰۰۹ – Anita Goldman
- ۲۰۱۰ – Anneli Jordahl
- ۲۰۱۱ – Gunilla Thorgren
- ۲۰۱۲ – Inger Alfvén
- ۲۰۱۳ – سوزانا آلاکوسکی
- ۲۰۱۴ – کریستینا سندبرگ (رمان‌نویس)
- ۲۰۱۵ – آینتا پلییل
- ۲۰۱۶ – Yvonne Hirdman